# Municipio de San Andrés Tepetlapa
El municipio de San Andrés Tepetlapa (del náhuatl: tepetlatl, pan ‘tepetate, sobre’‘Sobre el tepetate’) es uno de los 570 municipios que conforman al estado mexicano de Oaxaca. Pertenece al distrito de Silacayoapam, dentro de la región mixteca. Su cabecera es la localidad de San Andrés Tepetlapa.

## Geografía
El municipio abarca 14.88 km² y se encuentra a una altitud promedio de 1460 m s. n. m., oscilando entre 1600 y 1200 m s. n. m.

## Demografía
De acuerdo al último censo, realizado por el INEGI en 2010, en el municipio habitan 475 personas, repartidas entre 2 localidades.